# Idioma jémez
El idioma jémez o towa es una lengua kiowa-tanoana hablada por el pueblo jémez. Los hablantes de jémez eran originarios del pueblo de Pecos, al oriente de Santa Fe (Nuevo México). Actualmente residen por la zona de Albuquerque. Prácticamente la totalidad de los miembros de la tribu (alrededor de 3000) hablan la lengua jémez. Sobre ella se sabe poco, pues los jémeces mantienen hacia su lengua una postura conservadora y ritualizada. De acuerdo con sus leyes, la lengua no puede escribirse ni puede enseñarse a quienes no pertenecen a la tribu. 